# Polvelan luontokokonaisuus
Polvelan luontokokonaisuus este o arie protejată (arie specială de conservare — SAC, sit de importanță comunitară — SCI) din Finlanda întinsă pe o suprafață de 406 ha, integral pe uscat.

## Localizare
Centrul sitului Polvelan luontokokonaisuus este situat la coordonatele 63°09′16″N 29°04′33″E / 63.1544°N 29.0758°E.

## Înființare
Situl Polvelan luontokokonaisuus a fost declarat sit de importanță comunitară în august 1998 pentru a proteja 2 specii de plante și 1 specie de animale. Situl a fost protejat și ca arie specială de conservare în aprilie 2015.

## Biodiversitate
Situată în ecoregiunea boreală, aria protejată conține 11 habitate naturale: Lacuri și iazuri distrofice naturale, Cursuri de apă de la nivel de câmpie la nivel montan, cu vegetație Ranunculion fluitantis și Callitricho-Batrachion, Mlaștini turboase de tranziție și turbării mișcătoare, Izvoare fino-scandinave și mlaștini produse de izvoare bogate în minerale, Izvoare petrifiante cu formare de travertin (Cratoneurion), Mlaștini alcaline, Pante stâncoase calcaroase cu vegetație casmofită, Pante stâncoase silicioase cu vegetație casmofită, Taiga vestică, Păduri fino-scandinave bogate în ierburi cu Picea abies, Mlaștini împădurite.
La baza desemnării sitului se află mai multe specii protejate:
- plante (2): Diplazium sibiricum, Plagiomnium drummondii
- mamifere (1): veveriță zburătoare siberiană (Pteromys volans)

Pe lângă speciile protejate, pe teritoriul sitului au mai fost identificate 7 specii de plante, 3 specii de păsări, 1 specie de nevertebrate, 2 specii de pești.